# Тюлебердиев, Океш
Оке́ш Тюлеберди́ев (кирг. Океш Түлөбердиев; 1904, Ак-Олён — 5 марта 1972, Маман, Тюпский район, Иссык-Кульская область) — председатель колхоза «Джаны-Джылдыз» Пржевальского района Иссык-Кульской области, Киргизская ССР. Герой Социалистического Труда (1957).

## Биография
Родился в 1904 году в крестьянской семье в селе Ак-Олён (ныне — Тонский район Иссык-Кульской области).
С 1928 по 1932 года трудился на различных производствах в городе Пржевальск. В 1932 году вступил в ВКП(б).
Участвовал в Великой Отечественной войне.
После ранения демобилизовался и в 1943 году возвратился на родину. В 1943 году избран председателем колхоза «Джаны-Джылдыз» Пржевальского района.
Вывел колхоз в число передовых сельскохозяйственных предприятий Иссык-Кульской области. Указом Президиума Верховного Совета СССР от 15 февраля 1957 года за выдающиеся успехи, достигнутые в деле увеличения производства сахарной свеклы, хлопка и продуктов животноводства, широкое применение достижений науки и передового опыта в возделывании хлопчатника, сахарной свеклы и получение высоких и устойчивых урожаев этих культур удостоен звания Героя Социалистического Труда с вручением ордена Ленина и золотой медали «Серп и Молот».
После выхода на пенсию проживал в селе Маман Тюпского (ныне — на территории Ак-Суйского района), где скончался в 1972 году.

## Награды
- Орден Ленина — дважды.

## Память
Его именем названа улица Тулебердиева в городе Каракол.